# Port lotniczy Pardubice
Port lotniczy Pardubice (cz.: Letiště Pardubice, kod IATA: PED, kod ICAO: LKPD) – port lotniczy położony w czeskich Pardubicach.

## Kierunki lotów i linie lotnicze
| Linia lotnicza | Kierunek |
| -------------- | --- |
| Air Montenegro | Sezonowo: 1. Podgorica (od 10 czerwca 2024) |
| Bulgaria Air   | Sezonowe czartery: 1. Burgas (od 22 czerwca 2024) |
| Ryanair        | 1. Alicante Sezonowo: 1. Barcelona-Girona (od 31 marca 2024) |
| Sky Express    | Sezonowe czartery: 1. Heraklion (od 4 czerwca 2025) |
| Smartwings     | Sezonowe czartery: 1. Antalya 2. Bodrum (od 5 czerwca 2024) 3. Burgas 4. Djerba 5. Heraklion 6. Hurghada 7. Korfu 8. Kos 9. Lamezia Terme (od 10 czerwca 2024) 10. Marsa Alam 11. Monastyr 12. Palma de Mallorca 13. Reus (od 11 czerwca 2024) 14. Rodos |

## Wypadki i Incydenty
- 1 września 2017 r. Eurofighter Typhoon należący do Królewskich Sił Powietrznych przeleciał nad pasem startowym podczas lądowania[potrzebny przypis].
- 1 sierpnia 2018 r. Boeing 737 Travel Service przekroczył pas startowy podczas lądowania na mokrym pasie startowym[potrzebny przypis].